# Нагорне (Тайиншинський район)
Наго́рне (каз. Нагорное) — село у складі Тайиншинського району Північноказахстанської області Казахстану. Входить до складу Чермошнянського сільського округу, раніше було центром ліквідованої Нагорної сільської ради.

## Населення
Населення — 48 осіб (2021; 278 у 2009, 417 у 1999, 1111 у 1989).
Національний склад станом на 1989 рік:
- німці — 79 %.

## Відомі особистості
В поселенні народився:
- Рігерт Давид Адамович (* 1947) — російський важкоатлет.